# Rho1 Sagittarii
Rho¹ Sagittarii (ρ¹ Sgr / 44 Sagittarii / HD 181577) és un estel a la constel·lació de Sagitari de magnitud aparent +3'93. Comparteix la denominació de Bayer «Rho» amb Rho² Sagittarii, de la qual està separada visualment 27 minuts d'arc, però no existeix relació física entre ambdós estels. En estar prop del l'eclíptica, Rho¹ Sagittarii és ocasionalment ocultada per planetes; la seva propera ocultació per un planeta tindrà lloc al febrer de 2046, quan serà ocultada per Venus.
Rho¹ Sagittarii és una subgegant de tipus espectral A9IV, abans catalogada com a F8IV-V. Amb una temperatura efectiva entre 7.562 i 7.586 K, el seu radi és 3'2 vegades més gran que el del Sol i gira sobre si mateixa amb una velocitat de rotació projectada de 82 - 94 km/s; aquesta xifra és només un límit inferior, ja que depèn de la inclinació del seu eix de rotació respecte a l'observador terrestre. Presenta una metal·licitat netament superior a la solar ([M/H] = +0,16).
Rho¹ Sagittarii és una variable Delta Scuti —una de les més brillants d'aquest grup— amb un període d'aproximadament una hora i una variació de lluentor de 0'02 magnituds. Encara que en el passat es va pensar que era un estel binari —la seva duplicitat detectada per ocultació—, avui es pensa que és un estel solitari sense cap companya estel·lar. S'hi troba a 122 anys llum del Sistema Solar.